# 142e régiment d'artillerie
Pour les articles homonymes, voir 142e régiment.
Ne doit pas être confondu avec le 142e régiment d'artillerie lourde coloniale de 1914-1918
Le 142e régiment d'artillerie lourde hippomobile (142e RALH) est un régiment de l'armée de terre française qui a existé au début de la Seconde Guerre mondiale.

## Historique
Il est formé le 13 septembre 1939 au centre mobilisateur d'artillerie no 3 (Caen et Cherbourg), avec trois groupes de canons de 105 mm long modèle 1913.
Placé en Réserve générale, il est affecté au 20e corps d'armée en mai 1940.